# شيش كباب
شيش كباب (بالتركية: şiş kebap)‏ هي وجبة شعبية شهيرة في تركية ودول الشرق الأوسط وشمال افريقيا تتكون من مكعبات اللحم المشوية في سيخ. وهو طبق مشابه لطبق شهير في منطقة القوقاز يسمى شاشليك.
في اللغة الإنجليزية، تشير كلمة الكباب وحدها في كثير من الأحيان إلى شيش كباب، على الرغم من أنه خارج أمريكا الشمالية، فإن الكباب قد يعني أيضًا سيخ كباب الشورما.
يصنع الطبق بشكل تقليدي من لحم الضأن الحمل أو الخروف أو سمك أبو سيف أو لحوم الدجاج. في تركيا، يتم شواء شيش الكباب مرفوقا بالخضروات التي يتم تقديمها معه بشكل منفصل، والتي عادة لا تكون على نفس السيخ.